# Лонг Вали (Њу Џерзи)
Лонг Вали (енгл. Long Valley) насељено је место без административног статуса у америчкој савезној држави Њу Џерзи.

## Демографија
По попису из 2010. године број становника је 1.879, што је 61 (3,4%) становника више него 2000. године.
| Група             | 2000.         | 2010.         |
| Белци             | 1.753 (96,4%) | 1.715 (91,3%) |
| Афроамериканци    | 12 (0,7%)     | 10 (0,5%)     |
| Азијати           | 17 (0,9%)     | 34 (1,8%)     |
| Хиспаноамериканци | 23 (1,3%)     | 100 (5,3%)    |
| Укупно            | 1.818         | 1.879         |